# Македон
Македон или Македн (др.-греч. Μακεδών, Mάκεδνος) — персонаж греческой мифологии, эпоним Македонии. Сохранились разноречивые свидетельства о его происхождении и деятельности.
«Каталог женщин» называет Македона сыном Зевса от Фии, одной из дочерей Девкалиона, братом Магнета, и упоминает его с эпитетом «конеборный». В браке с Орифией, дочерью Кекропса, или неназванной по имени «землерождённой» герой стал отцом Европа, Пиера и Амата (эпонимов македонских городов), часть фракийских земель благодаря ему стала называться Македония.
В ряде источников Македон — сын Эола (сына Эллина и брата Дора) и брат Магнета. Эта генеалогия подчёркивала близость македонян к основным греческим племенам и их связь с магнетами.
Псевдо-Аполлодор называет Македона в числе 50 сыновей царя Аркадии Ликаона. Это ещё один вариант обоснования родства македонян с эллинами.
У Диодора Сицилийского Македон — один из сыновей египетского бога Осириса, сопровождавший отца в походе через весь тогдашний мир. Переправившись в Европу, Осирис поставил сына царём одной из покорённых областей, позже названных по его имени.